# Dombeya selinala
Dombeya selinala är en malvaväxtart som beskrevs av Arenes. Dombeya selinala ingår i släktet Dombeya och familjen malvaväxter. Inga underarter finns listade i Catalogue of Life.